# Jesse Stone: Im Zweifel für den Angeklagten
Jesse Stone: Im Zweifel für den Angeklagten ist die achte Episode der Fernsehfilmreihe Jesse Stone.

## Handlung
Polizeichef William Butler und Officer D’Angelo werden bei einem Einsatz in ihrem Streifenwagen durch eine Explosion getötet. Daraufhin wird Jesse Stone, zunächst provisorisch, von Stadtrat Carter Hanson, der um seinen ermordeten Schwiegersohn trauert, wieder zum Polizeichef von Paradise ernannt. Jesse muss ohne sein Team ermitteln: Luther Simpson arbeitet auf dem Fischerboot seines Vaters und bekundet die Absicht, dort zu bleiben, Rose Gammon ist nach ihrer Scheidung weggezogen. In dem Wrack des Streifenwagens werden Geld und Drogen gefunden, so dass der getötete Polizeichef der Bestechlichkeit, des Drogenhandels und Geldwäsche verdächtigt wird. Stone dagegen ist von der Unschuld Butlers überzeugt und nimmt seine Ermittlungen auf. Unterstützt von Captain Healy, stößt er rasch auf Ungereimtheiten. Inwiefern „Hasty“ Hathaway und ein vermutlicher Auftragsmörder involviert sind, findet Jesse erst heraus, als er mit der Hilfe seiner Freundin, Thelma Gleffey, eine Falle stellt: Der Auftragsmörder wird von Jesse getötet, und Hasty kann fliehen – er hatte im Auto von Butler eine Bombe anbringen lassen, als dieser seine Ermittlungen wegen der Geldwäsche auf Hasty konzentriert hatte.
Parallel dazu findet Jesse Stone durch ein Gespräch mit Gino Fishs neuer Assistentin beiläufig heraus, dass Fish nicht der „Boss“ ist, sondern selbst einen hat. Das rückt Hastys Rolle in ein anderes Licht und erklärt, wie er nach der Verbüßung seiner Haftstrafe einen Gebrauchtwagenhandel mit hochwertigen Autos eröffnen und zu neuem Reichtum gelangen konnte. Jesses Beziehung zu Thelma Gleffey hat sich stabilisiert, er scheint auch deutlich weniger zu trinken und über seine Exfrau hinweggekommen zu sein. In der Schlussszene meldet sich Luther bei Jesse Stone in seiner Polizeiuniform und gibt zu verstehen, dass auch Rose Gammon wieder ihren Dienst antreten wird.

## Ausstrahlung
Die Original-Erstausstrahlung des Fernsehfilms erfolgte im Mai 2012 auf dem amerikanischen Fernsehsender CBS. Im deutschsprachigen Fernsehen war der Film erstmals 2014 zu sehen. Bei den Wiederholungen auf verschiedenen deutschsprachigen Fernsehsendern wird Im Zweifel für den Angeklagten üblicherweise als chronologisch achter Film ausgestrahlt.

## Hintergrund
Die Handlung des achten Films der Reihe ist nach Verlorene Unschuld und vor Lost in Paradise angesiedelt. Die aus den vorgehenden Folgen bekannten Charaktere Molly Crane, Captain Healy, Dr. Dix und Dr. Perkins haben in dieser Episode nur eine Nebenrolle respektive treten nicht mehr in Erscheinung.
Nach seiner Scheidung und seiner Entlassung wegen Trunkenheit im Dienst beim Morddezernat des Los Angeles Police Departments findet Jesse Stone seine für ihn letzte Anstellung als Polizeichef in Paradise, Massachusetts, einem kleinen und scheinbar ruhigen Hafenstädtchen in Neuengland, unweit von Boston. Trotz seiner Alkoholprobleme wird er vom Stadtrat zum neuen Polizeichef (Chief) gewählt. Allerdings stellt sich schnell heraus, dass das Leben in Paradise keineswegs so himmlisch und gewaltfrei ist wie Jesse Stone gehofft hat, zudem die Mehrheit des Stadtrats sich vom 'Geschäftsmann' und ehemaligen Bankier Hastings „Hasty“ Hathaway zur Wahl von Stone überreden ließ, weil er ihn mag. Jesse Stone ist Vorgesetzter eines kleinen Teams: Molly Crane, seit Alte Wunden Rose Gammon, und Luther „Suitcase“ Simpson, die schnell ihr Misstrauen gegen den vermeintlich sturen aber jovialen Alkoholiker überwinden und Freunde werden, sowie Anthony D’Angelo, der damit gerechnet hatte, zum Polizeichef ernannt zu werden. Der Stadtrat versucht  immer wieder, sich in die Arbeit seines neuen Polizeichefs einzumischen, sodass das Verhältnis von Anfang an sehr angespannt ist und sich erst mit der achten und letzten Folge der Fernsehfilmreihe normalisiert.
Captain Healy, der Leiter des Morddezernats des Staates Massachusetts wird ein Freund des Polizeichefs, ebenso Dr. Dix, Psychiater und ehemaliger Polizist mit Alkoholproblemen, und der Kinderarzt Dr. Perkins, der von Jesse Stone zum örtlichen Gerichtsmediziner ernannt wird. Weitere wiederkehrende und in die Handlungsstränge integrierte Charakter sind Jesse Stones Exfrau Jenn, mit der er telefonisch in Kontakt geblieben ist, der zwielichtige Geschäftsmann Gino Fish, und Schwester Mary John, eine Nonne, die sich für junge Frauen engagiert und eine Liste mit guten und schlechten Menschen führt.
Die Handlung der neun zwischen 2005 und 2015 realisierten Spielfilme folgt teilweise nur sehr lose den Romanen von Robert B. Parker; am 18. Oktober 2015 wurde Jesse Stone: Lost in Paradise in Amerika ausgestrahlt. Ein weiterer Teil der Filmreihe ist in Planung.

## Kritik
„Souverän löst Jesse Stone, gespielt von Tom Selleck, seinen achten Fall - wie immer ausgerüstet mit seinem raubeinigen Charme und einigen Gläsern Whiskey.“

## Produktion
Produziert vom amerikanischen Fernsehsender CBS, wurde Im Zweifel für den Angeklagten an Drehorten in Halifax und Lunenburg, 90 km entfernt von Halifax, im kanadischen Nova Scotia, realisiert.
Das fiktive Paradise ist real Lunenburg, Nova Scotia, Kanada.